# Міжнародний музей керамічного мистецтва FuLe
Міжнародний музей керамічного мистецтва FuLe (англ. FuLe International Ceramic Art Museum, FLICAM) розташований за межами міста Сіань у провінції Шеньсі, Китай. Музей складається з павільйонів, присвячених окремим країнам або регіонам, де представлені роботи керамістів з кожної країни, створені під час їхньої резиденції в музеї.
Перші музейні павільйони відкрилися у 2005 році для Франції та Скандинавії. У 2007 році були відкриті павільйони для Австралазії та Північної Америки. У 2008 році до участі були запрошені керамісти з Великої Британії, Нідерландів та Бельгії. У 2016 році відкрито павільйон для керамістів з України.
FLICAM був задуманий і спонсорується Сюй Дуфеном, головою промислової групи Futo.